# Metaadat
A metaadat (angolul metadata) adat az adatról. A metaadattal összekötött tartalmat tartalomcsomagnak nevezzük.
Például a könyvtári nyilvántartó kártya tartalmazza a könyvhöz kapcsolódó lényeges információkat, például a könyv íróját, címét, műfaját, tárolási helyét, a kölcsönzések dátumát stb. A nyilvántartó kártya adatai hivatkoznak a könyv adataira.

## Felhasználási módjai
A metaadat az internet számára különösen lényegessé vált, mivel szükségessé vált a hasznos információk megtalálása a rendelkezésre álló információtömegből. A kézzel készített metaadat biztosítja a tartalom állandóságát és következetességét. Ha egy weblap tartalmaz egy szót, vagy kifejezést egy bizonyos témáról, akkor minden egyes weblapnak, amelyik ugyanazt a témát tárgyalja, ugyanazt a szót vagy kifejezést kell tartalmaznia. Ez úgyszintén biztosítja a változatosságot is, ha egy bizonyos témát két vagy többféleképpen meg lehet jelölni, akkor ezek a jelölések, vagy nevek mind használva lesznek. Például az SUV-ikről (Sport Utility Vehicle) szóló cikkhez hozzá csatolnák a metaadat kulcsszavakat ‘4 wheel drives’, ‘4WDs’ és ‘four wheel drives’, miután ezek így ismertek – mondjuk – Ausztráliában, Dél-Afrikában vagy Namíbiában.
Az audio CD-k tartalmaznak metaadatokat, az MP3 fájlok pedig az ID3 címkét, ami szintén metaadat.
Szélesebbkörű vagy szűkített, specializált használatában a metaadat helyesebb elnevezése lételmélet vagy séma. Mindkét értelemben azt írja le, hogy „mi létezik” valamilyen célból, vagy pedig valamilyen tevékenység lehetővé tételére. A könyvtárkártya minimális sémája például lehetővé teszi, hogy az olvasó eldöntse, hogy egy bizonyos könyvet el akar-e olvasni, és ha igen , hogy akkor hol találja meg.

## Fájlrendszer metaadat
Bizonyos fájlrendszerek a fájlokon kívül tartanak metaadatot, míg mások a fájlnévvel együtt, vagy a fájlon belül. Példák a metaadatra a fájltípus, összefoglalások, és ikonok. Fájlrendszerek amelyek a tényleges fájloktól külön tárolnak metaadatot a BeFS (BeOS operációs rendszer), HPFS (OS/2 operációs rendszer), HFS/HFS Plus (Mac OS, Apple), ReiserFS (Linux), és NTFS (Windows, Microsoft).
A Microsoft Windows 7 óta minden operációs rendszer tartalmazza a metaadatok kezeléséhez és kereséséhez szükséges adatokat.

## Program metaadat
A legtöbb végrehajtható fájlformátum tartalmaz a futtatással kapcsolatos az operációs rendszer által figyelembe veendő kérdésekre vonatkozó metaadatot. Például a DOS rendszerben a .com fájlformátum nem, de az .exe formátum tartalmaz metaadatot, míg a Microsoft .net executable formátumához a futtatás alatt megvizsgálható, külön plusz metaadat van csatolva.